# Генрі Пікерінг Бовдіч
Генрі Пікеринг Бовдіч — американський фізіолог, засновник однієї з перших фізіологічних лабораторій у США. Учень Карла Людвіга. Автор низки відкриттів щодо поширення біопотенціалів, зокрема закону «все-або-нічого», та роботи серця. На його честь названий регуляторний ефект при скороченні серцевого м'язу, так звані «сходи Бовдіча». Серед його учнів — Волтер Кеннон.

## Біографія
Вихідець з родини з науковим корінням: його дідом був математик Натанієль Бовдіч, а батьком філантроп Інгерсолл Бовдіч. Предком його матері був полковник Тімоті Пікеринг — Державний секретар США за Вашингтона.
У 1861 він здобув ступінь бакалавра в Гарвардському університеті. Восени того ж року він пішов волонтером у військо під час Громадянської війни. Заступив на посаду другого лейтенанта Першого массачусеттського кавалерійського полку. Воював з січня 1862 року до кінця бойових дій. Закінчив війну 3 квітня 1865 року в Річмонді як майор 5-го Массачусеттського кавалерійського полку, з 14 червня до 30 вересня 1864 року командував полком замість полковника Расселла, пораненого під час облоги Пітерсберга.
Восени 1865 року Бовдіч повернувся до навчання. Він вступив до Наукової школи Лоренса у Гарварді, щоб спеціалізуватися під керівництвом Джеффріза Ваймана